# Enoplognatha juninensis
Enoplognatha juninensis är en spindelart som först beskrevs av Eugen von Keyserling 1884.  Enoplognatha juninensis ingår i släktet Enoplognatha och familjen klotspindlar.
Artens utbredningsområde är Peru. Inga underarter finns listade i Catalogue of Life.